# Sercan Sararer
Sercan Sararer Osuna (Nürnberg, 27 november 1989) is een Duits-Turks voetballer die doorgaans speelt als linksbuiten. In januari 2023 tekende hij voor KSV Hessen Kassel. Sararer maakte in 2012 zijn debuut in het Turks voetbalelftal.

## Clubcarrière
Sararer speelde tot zijn elfde bij de plaatselijke voetbalvereniging Röthenbach, maar vanaf 2000 speelde hij voor Greuther Fürth. Hij begon twee jaar bij het tweede elftal, maar hij mocht al snel de overstap maken naar het eerste. Op 31 juli 2011 scoorde Sararer vier doelpunten in de DFB-Pokal tegen de amateurs van Eimsbütteler TV. Op 1 februari 2013 werd bekendgemaakt dat Sararer een vierjarig contract met VfB Stuttgart overeenkwam, dat in seizoen 2013/14 ingaat. In twee seizoenen tijd speelde de Turkse Duitser dertien wedstrijden en na deze twee jaar verkaste hij naar Fortuna Düsseldorf.
Na een jaar vertrok Sararer weer; de vleugelspeler keerde terug bij Greuther Fürth, waar hij zijn handtekening zette onder een verbintenis voor de duur van twee seizoenen. Medio 2018 liet Sararer deze club achter zich, waarna hij een halfjaar zonder club zat. In december 2018 sloot hij zich voor de tweede seizoenshelft aan bij Karlsruher SC. Serarer tekende hier voor anderhalf jaar. Hij bleef een jaar bij Karslruher. Na opnieuw een half seizoen zonder werkgever, tekende hij in december 2019 bij Türkgücü München. Nadat hij van juli tot en met december 2022 zonder club had gezeten, tekende Sararer bij KSV Hessen Kassel.

## Interlandcarrière
Sararer maakte zijn debuut in het Turks voetbalelftal op 24 mei 2012, toen met 1–3 gewonnen werd van Georgië. Hij mocht van bondscoach Abdullah Avcı in de basis starten. Na twaalf minuten gaf hij een assist op Hamit Altıntop, die de score opende. Nuri Şahin, Davit Targamadze en Selçuk İnan tekenden voor de andere drie doelpunten dit duel. Naast Sararer maakten ook doelmannen Cenk Gönen (Beşiktaş) en Mert Günok (Fenerbahçe) deze wedstrijden hun debuut in het nationale elftal.

## Privé
De vader van Sararer is van Turkse komaf, terwijl zijn moeder uit Spanje komt. Daardoor heeft hij drie nationaliteiten, namelijk die van Turkije, Duitsland en Spanje.

## Erelijst
| 2. Bundesliga | 1 | 2011/12 |